# James Hargest
Pour l’article homonyme, voir Hargest.
James Hargest, dit Jim Hargest ou Jimmy Hargest, né le 4 septembre 1891 à Gore et mort à la guerre le 12 août 1944 en Normandie, est un homme politique néo-zélandais. Vétéran de la Première Guerre mondiale, durant la Seconde il est « l'officier Allié de plus haut rang » à s'échapper d'un camp de prisonniers de guerre, puis est tué en participant au débarquement de Normandie.

## Biographie

### Première Guerre mondiale
Fils d'un ouvrier agricole de l'île du Sud de Nouvelle-Zélande, il travaille auprès de son père après ses années d'école. Engagé réserviste dans l'armée de terre à partir de 1911, il se porte volontaire en août 1914 auprès de la Force expéditionnaire de Nouvelle-Zélande déployée sur le front de la guerre. Fait second lieutenant dans le régiment d'infanterie montée de l'Otago, il est grièvement blessé début août 1915 durant la campagne des Dardanelles. Après sa convalescence, il est déployé à la guerre en France, où il se distingue ; il est décoré en 1916 de la Croix militaire. Il épouse en 1917 une infirmière néo-zélandaise d'un hôpital militaire, et en septembre 1918 est promu lieutenant-colonel et fait commandant du 2e bataillon du régiment d'infanterie de l'Otago. Il est considéré comme un très bon commandant, alliant courage personnel et une très bonne capacité d'organisation, et est décoré de l'ordre du Service distingué ainsi que fait chevalier de l'ordre national de la Légion d'honneur par la France. À l'issue de la guerre il est reconnu comme souffrant d'obusite, c'est-à-dire de stress post-traumatique,. 

### Député
De retour en Nouvelle-Zélande, il s'établit comme fermier ovin tout en demeurant membre des forces de réserve de l'armée de terre. Aux élections législatives de 1931 il entre à la Chambre des représentants comme député d'Invercargill pour le gouvernement de coalition conservateur. Aux élections de 1935 il renonce à cette circonscription urbaine pour se présenter avec succès dans la circonscription rurale d'Awarua, qui couvre une partie des environs ruraux d'Invercargill, dont la petite ville de Bluff et l'île Stewart à l'extrême-sud du pays. En 1936 il est membre fondateur du Parti national, qui unit les forces d'opposition conservatrices au gouvernement travailliste de Michael Joseph Savage,. 

### Seconde Guerre mondiale

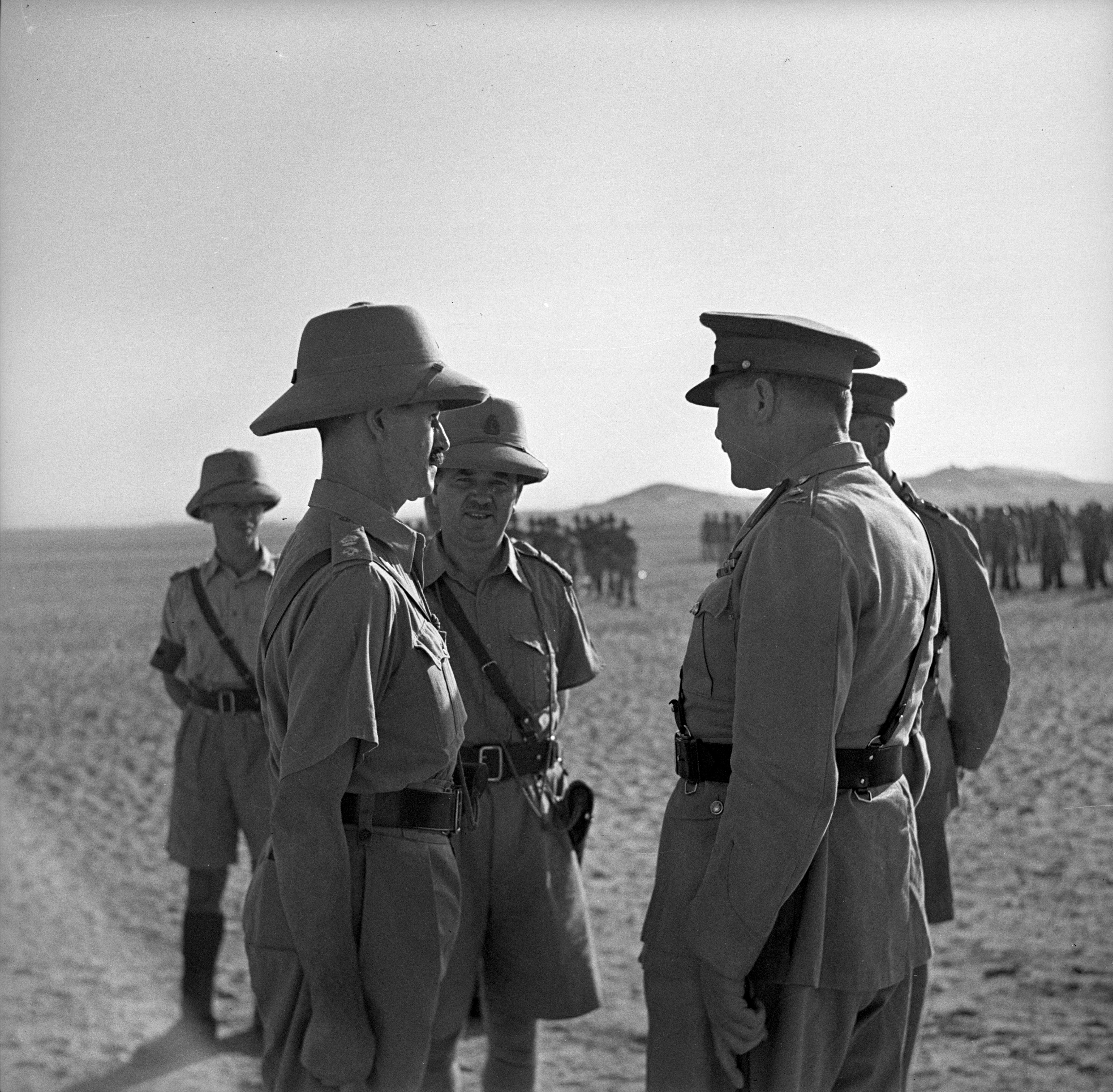
James Hargest (en avant-plan à gauche) en Égypte en juillet 1941.

Il tente de s'engager dans le corps expéditionnaire néo-zélandais à l'entame de la Seconde Guerre mondiale, mais une expertise médicale refuse son déploiement car il n'est pas pleinement remis de ses troubles post-traumatiques. Il demande alors au Premier ministre travailliste par intérim Peter Fraser, avec qui il a de bonnes relations, d'intervenir. Selon certaines sources, Peter Fraser impose à l'armée d'accepter James Hargest ; selon d'autres, il laisse la décision au général Bernard Freyberg, le commandant des forces terrestres néo-zélandaises, qui accueille volontiers James Hargest. Ce dernier est fait commandant de la 5e brigade d'infanterie de Nouvelle-Zélande, promu général de brigade et déployé en Égypte. Il prend part à la bataille de Grèce d'avril 1941 puis à la bataille de Crète, où il est considéré en grande partie responsable de la perte de l'île par les Alliés. Il est néanmoins décoré de la Croix de guerre par la Grèce, ainsi que d'une barrette au ruban de sa médaille de l'ordre du Service distingué,.
Il participe ensuite à la campagne d'Afrique du Nord. Fait prisonnier par les Allemands en novembre 1941, il est incarcéré en Italie dans un camp de prisonniers de guerre près de Florence. Il parvient à s'en évader en mars 1943 avec cinq autres prisonniers alliés. Il atteint la Suisse, traverse la France occupée avec l'aide de la Résistance intérieure française et rejoint le Royaume-Uni via l'Espagne. Il est décoré d'une seconde barrette à sa médaille de l'ordre du Service distingué et est fait officier commandeur de l'ordre de l'Empire britannique. À sa demande, il est nommé observateur pour la Nouvelle-Zélande des forces alliées de libération de la France et participe au débarquement de Normandie du 6 juin 1944 avec la 50e division d'infanterie de la British Army, ainsi qu'à la bataille de Normandie qui s'ensuit. Il est blessé en juin, puis tué par un tir de mortier allemand le 12 août. L'un de ses trois fils, Geoffroy Hargest, a été tué à la guerre en Italie un peu plus tôt en 1944,.
James Hargest est inhumé au cimetière militaire d'Hottot-les-Bagues. Une école secondaire à Invercargill porte son nom,.